# Fritillaria mutabilis
Fritillaria mutabilis là một loài thực vật có hoa trong họ Liliaceae. Loài này được Kamari miêu tả khoa học đầu tiên năm 1991.